# Alojz Gradnik

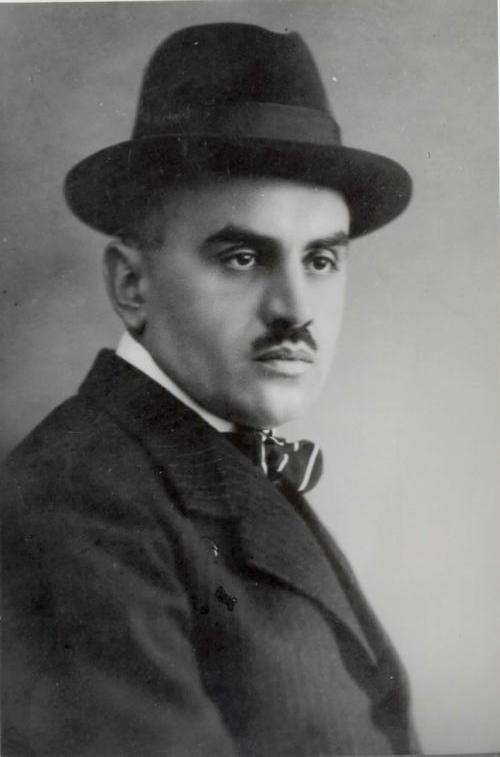
Alojz Gradnik

Alojz Gradnik, född 1882, död 1967, var en slovensk poet och översättare.

## Liv
Alojz Gradnik föddes  den 3 augusti 1882 i byn  Medana i  Goriška Brda-regionen i dåvarande Österrike-Ungern, numera  provinsen Goriška i Slovenien. Hans far var sloven från Trieste och hans mor var etnisk friulanska från landskapet Gorizia och Gradisca. 
Gradnik gick i det prestigefyllda flerspråkiga  Statsgymnasiet i Gorizia och studerade därefter juridik i Wien. Efter examen 1907 arbetade han som domare bl.a. i staden Pula. Han var aktiv i slovenska och kroatiska kulturella och politiska föreningar. 1924 gifte han sig med Mira Potokar. De fick sonen Sergij.
Efter att Italien annekterat västra Slovenien 1920 emigrerade han till Kungariket Jugoslavien där han fortsatte sin karriär som domare. Under senare delen av 1920-talet  var han expertrådgivare till justitiedepartementet I Belgrad. Han blev senare medlem av högsta domstolen för statens säkerhet, där politiska rättegångar genomfördes. Från 1936 till 1941 var han ledamot av "Stol sedmorice", som var placerad i Zagreb. När Axelmakterna invaderade Jugoslavien i april 1941 utvisades han av de nya fascistiska myndigheterna i den oberoende staten Kroatien och flyttade tillbaka till Ljubljana. De italienska fascistiska ockupationsmyndigheterna internerade honom i Gonars koncentrationsläger 1942 - 1943.  Tiden i koncentrationslägret påverkade starkt hans senare poesi. Efter andra världskriget återvände han till Ljubljana och levde resten av sitt liv som pensionär. Efter September 1947, när hans hemregion annekterades till Jugoslavien, tillbringade han somrarna i sin hemby och skrev poesi.
Gradnik talade förutom slovenska även flytande italienska, friulanska, tyska, serbokroatiska, engelska och franska. Han talade också ryska, ungerska, spanska, latin och gammalgrekiska och studerade flera orientaliska språk som sanskrit, persiska, bengaliska och mandarin.
Han dog i Ljubljana den 14 juli 1967.

## Verk
Alojz Gradnik publicerade mellan 1916 and 1944 nio diktsamlingar. Han efterlämnade också ett stort antal opublicerade verk. Gradnik var influerad av poeten  Josip Murn Aleksandrov, och liksom han införlivade han impressionistiska visioner av landsbygd och lantliv i sin poesi. Gradniks stil var enkel, medan motiv och innehålli hans dikter ofta var komplexa. Gradniks tidiga dikter var starkt inspirerade både av den äldre generationer slovenska poeter ( modernisterna, men också Simon Gregorčič och France Prešeren) och den europeiska dekadenta rörelsen. Senare övergav han dekadentismen, återupptäckte sin katolska tro och vände sig till mer mystiska motiv, men han behöll sitt enkla språk. Han skrev också patriotiska sånger, i vilka han förmedlar smärta, hopp och frustration över tragedierna i den samtida slovenska historien. 
Utöver sitt eget författarskap var Gradnik också en betydelsefull översättare. Han översatte bl.a. delar av Dantes Divina Commedia till slovenska. Han översatte också verk av andra viktiga författare, till exempel Francesco Petrarca, Anton Tjechov och Federico García Lorca
Idag anses Gradnik, tillsammans med Oton Župančič,  vara en av de viktigaste slovenska poeterna under mellankrigstide. Under sin livstid var han emellertid för det mesta inte uppskattad av kritikerna.Efter att kommunistregimen etablerades i Jugoslavien 1945 försämrades hans ställning.Han var antifascist och sympatiserade med Slovenska Folkets Befrielsefront. Kommunisterna betraktade honom som reaktionär på grund av hans djupa religiositet och hans magiskt realistiska stil. Hans medlemskap i Högsta Domstolen för statens säkerhet, där flera kommunistiska aktivister dömts, bidrog också till att han föll I onåd hos Josip Broz Titos regim. Han utestängdes från det offentliga livet. Mellan 1945 och 1967 publicerade han mest översättningar och inga av hans egna verk publicerades. Däremot blev många av hans dikter mycket populära i hans hemregion. Hans död uppmärksammades inte, och han fick ingen gata eller institution uppkallad efter sig i Jugoslavien förrän 1990.
Han återupptäcktes under sent 1980-tal. Han blev en inspirationskälla för den yngre generationen postmoderna författare, som Brane Senegačnik, Nevin Birsa och Aleš Šteger. 
Sedan 1996 hålls en årlig festival, Poesi- och vindagarna (Dnevi poezije in vina) I augusti I hans hemby Medana, till vilken unga internationella poeter inbjuds.

### Verk i urval
- Padajoče zvezde  1916
- Pot bolesti  1922
- De Profundis  1926
- Svetle samote  1932
- Večni studenci  1938
- Zlate lestve - 1940
- Bog in umetnik  1943
- Pojoča kri 1944
- Pesmi o Maji  1944
- Grozdje Girlande
- Tolmin